# Agrotis algerina
Agrotis algerina là một loài bướm đêm trong họ Noctuidae.